# T.I.
Clifford Joseph Harris Jr. (Atlanta, Georgia, 25. rujna 1980.) poznatiji kao T.I., te kao T.I.P., je američki reper, tekstopisac, producent, glumac i suosnivač producentske kuće Grand Hustle Records.

## Životopis
T.I. je izdao svoj debitantski album I'm Serious 2001. godine, drugi album Trap Muzik 2003. godine, te treći album Urban Legend godinu poslije. Slavu i popularnost stekao je izdavanjem albuma King, koji je dosegao broj jedan na ljestvici Billboard 200, te je prodan u pola milijuna primjeraka u prvom tjednu. Album je bio nominiran za četiri Grammyja, te je T.I.-ju zaradio prvu nagradu Grammy na 49. dodjeli. Njegov peti i šesti album T.I. vs. T.I.P. i Paper Trail su oba dosegla vrh na ljestvici Billboard 200, što je T.I.-ju treći uzastopni album broj jedan. Krajem 2010. godine objavljuje svoj sedmi studijski album pod nazivom No Mercy.
Do ožujka 2009. godine T.I. je imao deset pjesama među Top 10 na ljestvici Billboard Hot 100, a tri od njih dosegle su broj jedan ("My Love" s Justinom Timberlakeom, "Whatever You Like" i "Live Your Life" s Rihannom).

## Albumi
- 2001.: I'm Serious
- 2003.: Trap Muzik
- 2004.: Urban Legend
- 2006.: King
- 2007.: T.I. vs. T.I.P.
- 2008.: Paper Trail
- 2010.: No Mercy

## Filmografija
| Film       | Film                                 | Film         | Film                                          |
| Godina     | Film                                 | Uloga        | Bilješke                                      |
| ---------- | ------------------------------------ | ------------ | --------------------------------------------- |
| 2006.      | ATL                                  | Rashad Swann | Glavna uloga                                  |
| 2007.      | American Gangster                    | Stevie Lucas | Manja uloga                                   |
| 2008.      | For Sale                             | Omar Burgess | Glavna uloga                                  |
| 2009.      | Brzi i žestoki: Povratak             | Troy         | Manja uloga                                   |
| 2010.      | Takers                               | Ghost        | Glavna uloga, producent                       |
| Televizija |                                      |              |                                               |
| Godina     | Naslov                               | Uloga        | Bilješke                                      |
| 2005.      | The O.C.                             | osobno       | Sezona 2, epizoda 21 "The Return of the Nana" |
| 2005.      | Jesam te!                            | osobno       | Sezona 5, epizoda 4                           |
| 2008.      | Entourage                            | osobno       | Sezona 5, epizoda 3 "The All Out Fall Out"    |
| 2009.      | T.I.'s Road to Redemption            | osobno       | Prisutan u svim epizodama                     |
| 2009.      | Kathy Griffin: My Life on the D-List | osobno       | Sezona 5, epizoda 7 "Kathy at the Apollo"     |
| 2009.      | Behind the Music                     | osobno       | Objavljeno 8. listopada 2009.                 |
| 2010.      | Larry King Live                      | osobno       | Objavljeno 13. svibnja 2010.                  |
| 2010.      | The Wendy Williams Show              | osobno       | Objavljeno 28. svibnja 2010.                  |
| 2010.      | The Mo'Nique Show                    | osobno       | Objavljeno 1. lipnja 2010.                    |

## Vanjske poveznice
- Službena stranica
- T.I. na YouTube-u
- T.I. na Internet Movie Database-u